# Familia Hautpoul
La familia de Hautpoul es una familia noble francesa del Antiguo Régimen que todavía persiste en la actualidad, de extracción caballeresca, es originaria de Mazamet. Tiene múltiples ramas secundarias arraigadas en el departamento del Aude, del Alto Garona y del Herault.

## Historia
Régis Valette escribió que esta familia ha demostrado su nobleza desde 1394 a través de los Honores de la Corte, y que la familia obtuvo un título de baronía en 1810.
La familia de Hautpoul estuvo relacionada con la familia Miraval, Raimundo de Miraval poseía una casa en el pueblo de Hautpoul.
En 1422, Pedro Ramón de Hautpoul se casó con Blanca de Marquefave y gracias a esta alianza, la familia de Hautpoul toma posesión del Señorío de Rennes-le-Château. Francisco de Hautpoul (1689-1753) poseyó un gran patrimonio en la región de Rennes-le-Château: el castillo, cinco granjas y las Termas de Rennes. Después de casarse con Marie de Negre d'Able, recuperó también el marquesado de Blanchefort (junto con el castillo de Blanchefort), el señorío de Roquefeuil y numerosas tierras.
Existen muchas incógnitas sobre la forma en que esta familia obtuvo algunas de las tierras en Rennes, y muchos contratos, archivos y testamentos de la familia han desaparecido misteriosamente. Un caso muy particular fue el que ocurrió con el testamento de Enrique de Hautpoul, y también el de Francisco Pedro de Hautpoul, tomado en 1644, los cuales habrían sido escondidos en la iglesia de Rennes y más tarde redescubiertos por Bérenger Saunière. El testamento de Francisco Pedro de Hautpoul contendría, al parecer, una genealogía de los Reyes merovingios de 1200 a 1644 y seis líneas de texto sobre San Vicente de Paul.
El último señor de Rennes-le-Château, Francisco de Hautpoul-Rennes tuvo tres hijas y un único hijo varón y heredero que murió en la infancia. Cuando, en 1820, murió su hija pequeña Elisabeth, que era soltera, la rama de la familia de Hautpoul-Rennes se extinguió.
Sin embargo, la familia de Hautpoul continuó prosperando a través de sus otras ramas, principalmente en el ámbito militar, con nombres como Jean Joseph Ange d'Hautpoul y Alphonse Henri d'Hautpoul. Pero con la Revolución francesa, la mayoría de las tierras de la familia se perdieron.

## Ramas
- Rama de Rennes, señores de Rennes-le-Château
- Rama de Salettes, señores de Salettes (Drôme)
- Rama de Seyres, señores de Seyre
- Rama de Félines, señores de Felines-Minervois

## Personalidades
- Charles Marie Benjamin d'Hautpoul, mariscal de campo (1818).
- Marie Constant Fidèle Henri d'Hautpoul, mariscal de campo (1819).
- Jean Joseph Ange d'Hautpoul, general de división (1796).
- Alphonse Henri d'Hautpoul, ministro de guerra en la Segunda República Francesa.
- Eugène d'Hautpoul, realista y Consejero de Toulouse durante la Monarquía de Julio.

## Armas
El blasón familiar es idéntico al escudo de Felines-Minervois.